# Minh Hương (xã)
Minh Hương là một xã thuộc huyện Hàm Yên, tỉnh Tuyên Quang, Việt Nam.

## Kinh tế
Xã Minh Hương có nghề đan móc sợi; có thương hiệu vịt bầu Minh Hương nổi tiếng.